# Театр тіней Fireflies
Fireflies (театр тіней) — аматорський колектив, створений у листопаді 2010 року у місті Чернігів (Україна), який працює у жанрі театру тіней. Команда Fireflies стала півфіналістом шоу талантів телевізійного формату Got talent «Україна має талант» в Україні, «Минута славы» у Росії, «Das Supertalent» у Німеччині, а також стала фіналістом та зайняла четверте місце в шоу «Mam Talent!» у Польщі, вперше представивши в рамках цих проектів жанр театру тіней.

## Про команду
Вперше на велику сцену учасники театру тіней Fireflies вийшли у листопаді 2010 року в рамках Міжнародного фестивалю студентської творчості «Мы вместе», м. Брянськ. До складу команди увійшли студенти різних спеціальностей Чернігівського національного технологічного університету, які у вільний від навчання час займалися хореографією, вокалом та іншими творчими напрямками. Фестивальний експеримент у жанрі театру тіней приніс колективу Гран-прі конкурсу.
З цього моменту почалося активне творче життя театру. Команда Fireflies виступає на багато численних міських, регіональних та міжнародних сценах, бере участь у різноманітних фестивалях, конкурсах, урочистих церемоніях, преміях та інших заходах. Театр був учасником Церемонії закриття III Одеського міжнародного кінофестивалю, Церемонії нагородження переможців Міжнародного фестивалю-конкурсу «Вибір року 2012», Мультидисциплінарного міжнародного фестивалю сучасного мистецтва «ГогольFest 2012», Фестивалю «Qatar Spring Festival 2013», Церемонії відкриття IV Одеського міжнародного кінофестивалю.
Театр тіней Fireflies також бере активну участь в соціальнозначущих проектах. Перший сольний концерт колективу відбувся в рамках благодійної акції зі збору коштів на медикаменти для онкохворих дітей Національної дитячої спеціалізованої лікарні «ОХМАДИТ» у м. Києві,. Усі кошти від продажу квитків на концерт були направлені на купівлю необхідних ліків.
Відмінною особливістю робіт Fireflies є створення максимально реалістичних образів у тіні за допомогою пластики людського тіла. Постановки театру відображають найрізноманітніші теми та сюжети. Емоційне наповнення та акторська гра дозволяють показувати в тіні історії казкових героїв, пригоди, кохання, людські переживання, глобальні проблеми та багато іншого.

## Шоу талантів
«Україна має талант», Україна (3 сезон, 2011)

У 2011 році театр тіней Fireflies узяв участь у шоу талантів на телеканалі СТБ «Україна має талант». Не дивлячись на те, що колективу на той момент було усього три місяці, він зміг стати півфіналістом проекту і увійшов до числа 15 найкращих талантів країни. Вперше за три сезони цього шоу глядачі та судді побачили виступ представників цього жанру. Тоді суддівський склад представляли танцівник та хореограф Влад Яма, телеведуча, журналіст і режисер Слава Фролова та телеведучий, продюсер, шоумен Ігор Кондратюк. Команда театру мала можливість продемонструвати дві свої постановки: «Пластилін» та «Казка про Аладіна».

«Минута славы», Росія (6 сезон, 2011)

Після успішного виступу в проекті «Україна має талант», театр тіней Fireflies у тому ж 2011 році бере участь ще в одному талант-шоу — «Минута славы», Росія. Проект транслювався на «Первом канале». На цьому проекті театр повторив своє досягнення і отримав звання півфіналіста. Оцінювало виступ Fireflies журі у складі телеведучого Олександра Маслякова, актриси Лариси Гузєєвої, актора Олександра Михайлова, державного діяча, адвоката Павла Астахова і боксера Віталія Кличко [6]. З останнім у театру пов'язана цікава історія. Коли боксер у ефірі схвально відгукнувся на адресу земляків, колектив Fireflies вирішив подякувати Віталію за це і подарував частинку своєї постановки — реквізит у вигляді квітки.

«Mam Talent!», Польща (6 сезон, 2013)

Восени 2013 року команда Fireflies бере участь у польській версії талант-шоу формату Got talent — «Mam Talent!» на телеканалі TVN. Журі у складі співачки Агнешки Чилінськой, актриси Мавгожати Форемняк і хореографа Агустина Егурроли позитивно оцінювало виступи театру на кожному етапі конкурсу і відмічало постійний технічний та емоційний ріст постановок команди. Беручи участь у цьому шоу, Fireflies створили дві нові роботи — перша була присвячена проблемам екології планети і була виконана під хіт Майкла Джексона «The Earth song», а друга — торкнулася історії Польщі, її участі у Другій світовій війні та післявоєнному відродженню.

«Das Supertalent», Німеччина (8 сезон, 2014)

15 листопада у ефірі телеканалу RTL було показано епізод німецького талант шоу Das Supertalent, у якому взяла участь команда театру тіней Fireflies. Учасників проекту оцінювали Дітер Болен, соліст групи Modern Talking, модель і телеведуча Лєна Герке, дизайнер Гвідо Марія Кречмер, а також американський хореограф і модель Брюс Дарнелл. Театр тіней представив Україну на європейському шоу і показав глядачам та суддям свою роботу «Бережіть Землю!», котра завоювала схвальні відгуки членів журі та аплодисменти аудиторії.

## Досягнення
- Листопад 2010 — VII Міжнародний фестиваль студентської творчості «Мы вместе», м. Брянськ, лауреати I ступеню в номінації оригінальний жанр, Гран-прі фестивалю;
- Травень 2011 — Шоу талантів «Україна має талант» (Україна) 3 сезон, півфіналісти (15 найкращих);
- Грудень 2011 — Шоу талантів «Минута славы» (Росія) 6 сезон, півфіналісти;
- Травень 2012 — Міжнародний фестиваль-конкурс дитячої та юнацької творчості «Снова цветут каштаны» м. Київ, лауреати I ступеню в номінації оригінальний жанр, Гран-прі фестивалю;
- Червень 2012 — Проект «Idea X», фіналісти;
- Вересень 2013 — Призери Міжнародного фестивалю вуличних театрів «My ФУТ in Koktebel»;
- Грудень 2013 — Шоу талантів «Mam Talent!» (Польща) 6 сезон, фіналісти.
- Вересень 2014 — Конкурс соціальної реклами у рамках Міжнародного фестивалю актуальної анімації та медіа-мистецтва LINOLEUM 2014, переможці;
- Листопад 2014 — Шоу талантів «Das Supertalent» (Німеччина) 8 сезон, півфіналісти.
- Серпень 2015  - Онлайн-змагання "France digital Talent" (Франція), перше місце.
- Вересень 2015  - Перемогу в номінації "Найкраща короткометражна робота" в "Handel Climate Change Film Festival" в Китаї.